# Festival international du film de Toronto 1976
Le Festival international du film de Toronto 1976 est la première  édition du festival. Il s'est déroulé du 18 octobre 1976 au 24 octobre 1976.

## Présentation gala
- Cousin, Cousine de Jean-Charles Tacchella[1],[2]
- Cadavres exquis (Cadaveri eccellenti) de Francesco Rosi[1],[2]
- La Course à la mort de l'an 2000 (Death Race 2000) de Paul Bartel[1],[2]
- Les Tsiganes montent au ciel (Satra) d'Emil Loteanu[1],[2]
- Lumière de Jeanne Moreau[1],[2]
- Dersou Ouzala (Дерсу Узала) d'Akira Kurosawa[1],[2]
- Adoption (Örökbefogadás) de Márta Mészáros[3]
- Maman Küsters s'en va au ciel (Mutter Küsters' Fahrt zum Himmel) de Rainer Werner Fassbinder
- The Devil's Playground de Fred Schepisi
- Bernice Bobs Her Hair de Joan Micklin Silver
- La Meilleure Façon de marcher de Claude Miller
- Au fil du temps (Im Lauf der Zeit) de Wim Wenders
- Cœur de verre (Herz aus Glas) de Werner Herzog
- Herfra min verden går de Christian Braad Thomsen
- Wives (Hustruer) d'Anja Breien
- Cantata de Chile d'Humberto Solás
- Scandalo de Salvatore Samperi
- La Récolte de trois mille ans (Harvest: 3,000 Years) de Hailé Gerima
- Independence Day de Bobby Roth
- L'Argent de poche (Small Change) de François Truffaut[2]

## Cinéma canadien
- L'Eau chaude, l'eau frette (A Pacemaker and a Sidecar) d'André Forcier
- The Supreme Kid de Peter Bryant
- L'Absence de Brigitte Sauriol

## Documentaires
- Grey Gardens de Michael Sucsy
- Harlan County, U.S.A. de Barbara Kopple
- L'Argent de poche de François Truffaut
- Hollywood on Trial de David Helpern
- Not a Pretty Picture (en) de Martha Coolidge